# Kandaharia
- Commons
- Wikispecies

Kandaharia é um género botânico pertencente à família Apiaceae.